# Alfred Bruneau
Alfred Bruneau, född 3 mars 1857, död 15 juni 1934, var en fransk tonsättare och musikskribent.
Bruneau var lärjunge till Jules Massenet, senare musikkritiker vid olika parisiska tidningar, operakompositör och musikförfattare. Han blev 1925 chef för den franska musikundervisningsväsendet. Bruneaus mest kända operor är Le rêve (1891), L'attaque au moulin (1893), Messidor (1897, med text av Émile Zola), Ouragan (1901), La faute de l'abbé Mouret (1907), samt den komiska operan Les quatre journées (1916). Bland hans musiklitterära skrifter må nämnas Musique d'hier et de demain (1900), La musique française (1901) samt ett biografiskt verk om Gabriel Fauré (1925).